# Timure (Rasuwa)
Timure (nep. टिमुरे) – gaun wikas samiti w środkowej części Nepalu w strefie Bagmati w dystrykcie Rasuwa. Według nepalskiego spisu powszechnego z 2001 roku liczył on 102 gospodarstw domowych i 517 mieszkańców (245 kobiet i 272 mężczyzn).